# P-39 (航空機)
P-39 / P-400 エアラコブラ
USAAF P-39F-1BE 41-7224号機(撮影年不詳)
- 用途：戦闘機、対地攻撃機
- 分類：陸上戦闘機
- 製造者：ベル・エアクラフト社
- 運用者

  -  アメリカ陸軍航空隊、陸軍航空軍
  -  イギリス空軍
  -  ソ連空軍、防空軍
  -  オーストラリア空軍
  -  フランス空軍
  -  イタリア共同交戦空軍
  -  ポルトガル空軍
- 初飛行：1938年4月6日
- 生産数：9,588機
- 生産開始：1940年
- 運用開始：1941年
- 退役

  - 1944年（フランス空軍）
  - 1948年（アメリカ空軍[注釈 1]）
  - 1949年（ソ連空軍、防空軍）
  - 1951年（イタリア共同交戦空軍）
- 運用状況：退役
- ユニットコスト：50,666米ドル

P-39 エアラコブラ（Bell P-39 Airacobra）は、アメリカ合衆国のベル社が開発し、第二次世界大戦初期にアメリカ陸軍航空軍等で運用された戦闘機。主にレンドリース先のソ連で活躍した。
愛称の「エアラコブラ(Airacobra)」は、「空飛ぶコブラ」といったような意味だが、坂井三郎によると日本軍の一部では「エア・コブラ」と読んでいたようである。イギリスへのレンドリースでの受取拒否機をアメリカ陸軍航空軍が逆輸入の形で引き取った機体はP-400 エアラコブラと呼ばれる。

## 概要
1936年に出されたアメリカ陸軍の高々度新型迎撃機の要求へ応えて、XFM エアラクーダ戦闘機に続く第二弾として、新進気鋭のベル社が出した回答がXP-39である。その形態はエアラクーダ譲りの新機軸が山盛りの珍しい設計で、胴体中央（操縦席の後）に液冷式のエンジンを置き、プロペラ軸を通して装備される37 mm機関砲を機首に装備した。これは主に機関砲の安定性を保つための仕組みであったが、エンジンを機体中央に置くことで運動性も向上すると見込まれた。また、米国の単発戦闘機で初めて前輪式降着装置を備えたが、これにより離着陸時の視界も従来の戦闘機と比べて良好だった。またキャノピーは涙滴型だがスライド式ではなく、コックピットへの出入りは前に蝶番のある自動車のような側面ドアから行うと言う変則的なものであった。
高々度戦闘機として排気タービン過給器を備えた試作機は、1939年4月6日に初飛行し、クリーン状態で最大速度628 km/h、上昇率1,219 m/minなどの高性能を発揮した。しかし、陸軍は仕様に反して本機を高々度戦闘機にする気は無く、排気タービンを外して中高度戦闘機として生産するように指示を出した。これにより工場では機械式一段一速過給器のV-1710-35エンジンを取り付けて量産が開始されたが、量産型のP-39Cは重量増加などで性能は低下してしまった。武装は37 mm機関砲と機首に12.7 mm機銃×2+7.62 mm機銃×2である。P-39Dは機首の7.62 mm機銃を撤去したかわりに主翼付け根左右に7.62 mm機銃×4を装備した武装強化型だが、このため、ますます性能は低下した。
輸出用として軍事機密の排気タービンが外されたP-38「ライトニングI」と同様、イギリス空軍へ輸出されたP-39C相当の機体「エアラコブラI」は期待はずれの性能（カタログスペックに満たず、ホーカー ハリケーンより劣ると評価された）により、少数の運用に留まった。イギリス空軍が輸入したP-39のうち、212機が1941年12月からソヴィエト連邦（ソ連）へのレンドリースに回された他、179機はP-400と名付けられ、アメリカ陸軍が引き取ることとなった。なお、これらの機体は機首砲が37 mmから、発射速度の高い M1 20 mm機関砲（弾数60発）に換装されていた。

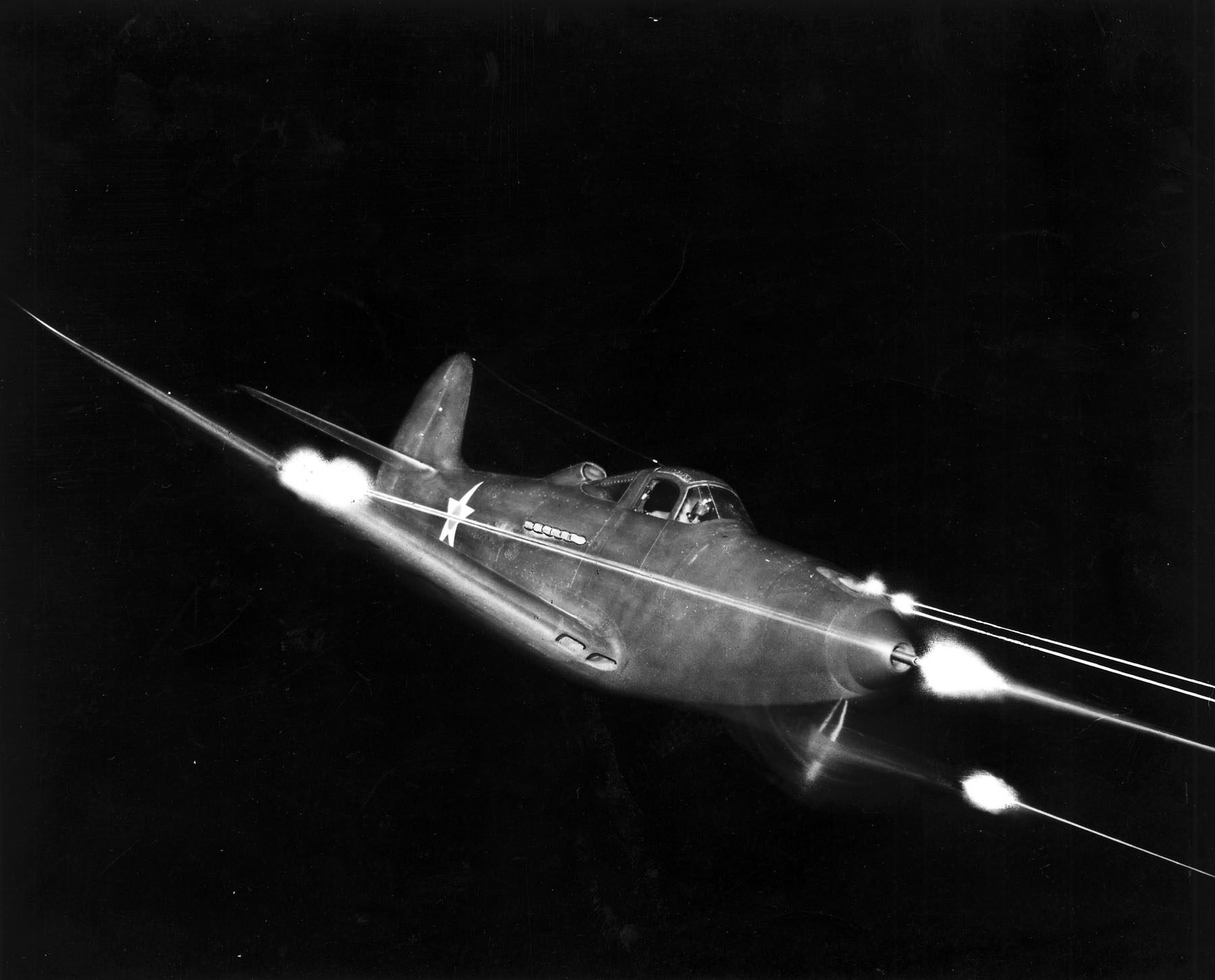
夜間戦闘で全搭載機銃を発射するP-39、その重武装が確認できる写真

北アフリカ戦線では、1942年10月にイギリス本土で編成されたアメリカ陸軍航空隊の第350戦闘機群がP-39とP-400を装備しており、翌1943年初頭から作戦を開始したが、その強力な37mm機関砲による対地攻撃で猛威を振るい、ドイツアフリカ軍団を悩ませた。その活躍は、軍司令官のエルヴィン・ロンメル元帥が度々言及するほどで、総統大本営での戦況報告で、アドルフ・ヒトラー総統に対してドイツ軍戦車の装甲をP−39の機関砲が貫通するという報告をしている。そこでドイツ空軍総司令官ヘルマン・ゲーリングが「そんなことは絶対に不可能だ。アメリカ人ができるのは、カミソリの刃を作るぐらいだよ」と茶化したが、ロンメルは呆れて「我々も、そのようなカミソリの刃を持っていたらと思います」と言い返しており、ロンメルがいかにP−39を高く評価していたかがうかがえる。ドイツ軍がエル・アラメインの戦いで敗れた後も、ドイツ軍を執拗に空から攻撃し続けて、37mm砲の破壊力で戦車でも兵士でも関係なくズタズタにしてドイツ兵を震え上がらせている。

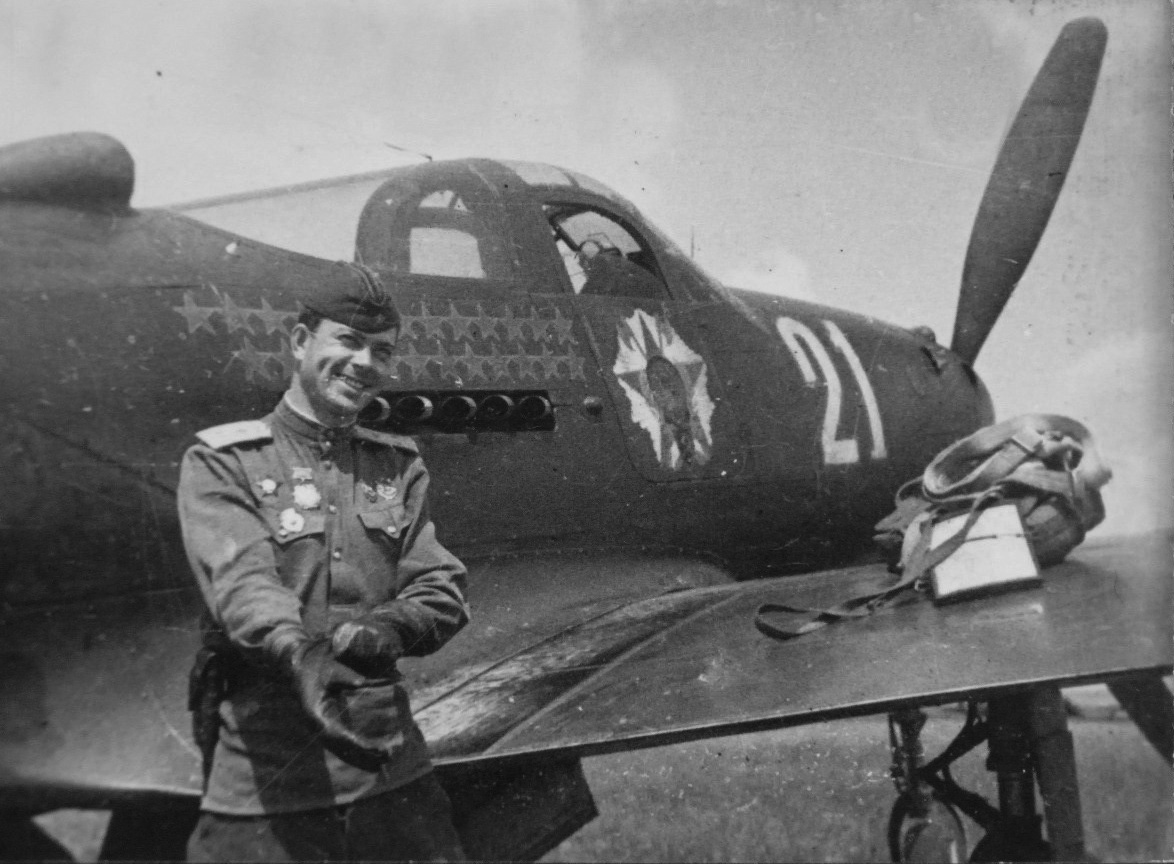
P-39でドイツ軍機25機を撃墜したシクノフ、ヒョードル・イワノビッチ大尉

ソ連に送られたP-39は、1942年5月から空軍及び防空軍に配備されたが、大変な好評をもって迎えられた。レンドリースのアメリカ製の兵器はソ連軍兵士にとってあまり役に立たないものも多く、M3中戦車などは「7人兄弟の棺桶」などと揶揄されたが、そのなかでP-39は最も好評な兵器の一つとなった。高高度性能が劣ることでイギリス軍からは敬遠されたP-39であったが、東部戦線では中低高度の空戦が殆どであり、P-39の弱点は殆ど問題にはならなかった。ソ連軍パイロットはP-39が、メッサーシュミット Bf109はおろかフォッケウルフ Fw190にもあらゆる面で勝っていると評価しており、実際に第153親衛戦闘機連隊に投入された20機のP-39は、わずか2か月の間に45機のドイツ軍戦闘機と18機の爆撃機を撃墜するという大戦果を挙げたのに対して損失はたったの8機であった。

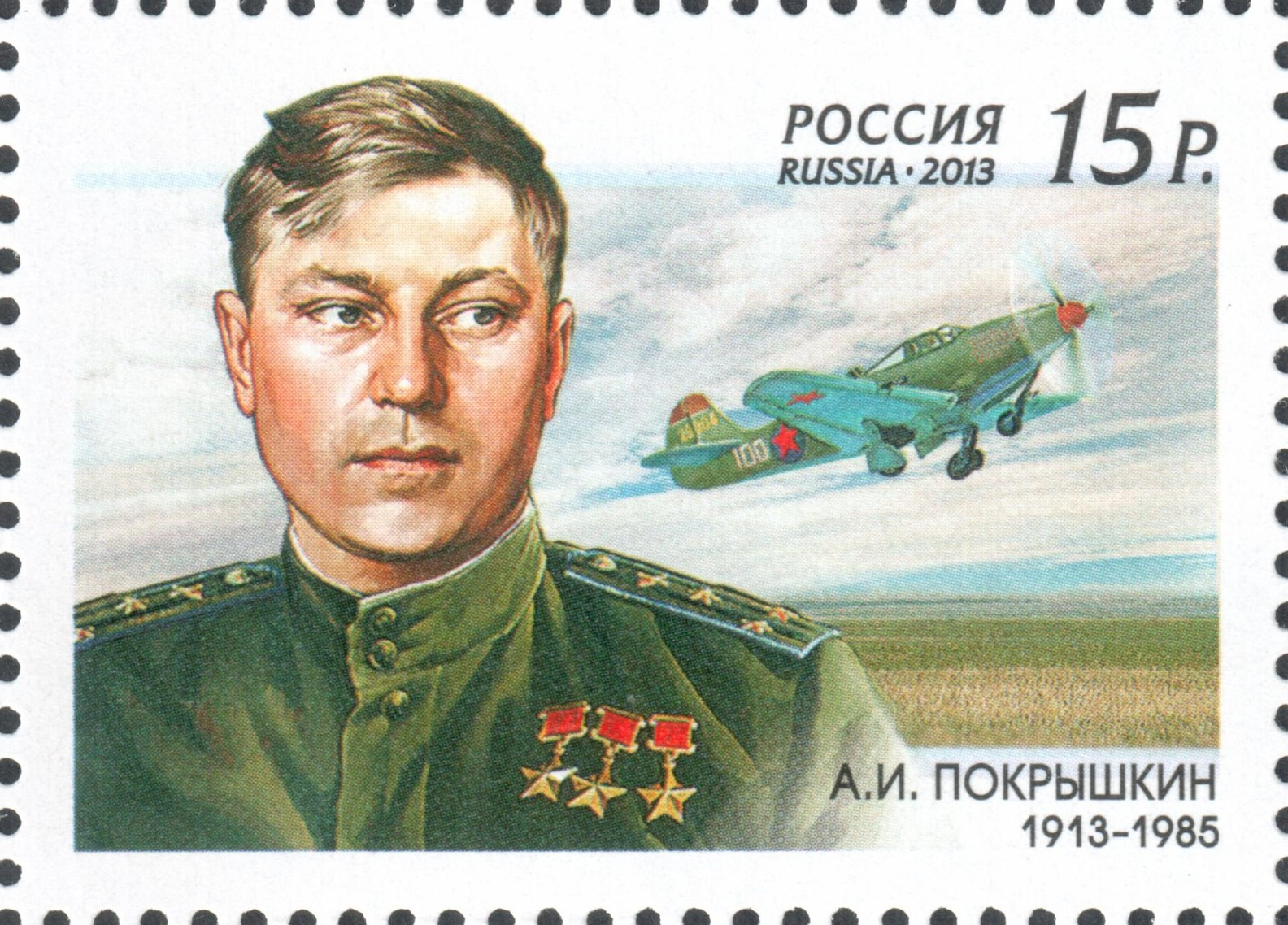
ソ連軍トップエースパイロットアレクサンドル・ポクルィシュキンの記念切手、後ろにはP-39も描かれている

P-39は多くのソ連軍エースパイロットを誕生させた。なかでも、トップエースパイロットのうちの一人アレクサンドル・ポクルィシュキン大佐は、59機の撃墜記録のうち、48機をP-39で撃墜している。また、同じくトップエースの一人グリゴリー・レチカロフ少佐も56機中50機を撃墜している。ソ連軍の殆どのエースパイロットが自国製の戦闘機よりも、快適な操縦席と頑丈な装甲板を備えたP-39を信頼し、「Kobrukshka（小さなコブラ）」と愛称をつけて愛用し続けた。ソ連の指導者ヨシフ・スターリンも前線のP-39の高評価を聞きつけると、アメリカ大統領フランクリン・ルーズベルトにさらに多くのレンドリースを求める親書を送ったほどであった。その結果、約5,000機のP-39がソ連軍に引き渡されたが、これはP-39の総生産数の約半数に及ぶものであった。うち2,500機がバッファロー (ニューヨーク州)からアラスカを経由しベーリング海を渡ってシベリアの飛行場に自らで飛行したが、その輸送任務を行ったソ連軍パイロットの多くが女性であった。残りはイラン経由で陸路でソ連に送られた。ソ連軍にレンドリースされたP−39はあらゆる原因を合計して1.000機が失われたが、東部戦線でのソ連軍の制空権確保に大きく貢献し、独ソ戦勝利の立役者の一つとなった。

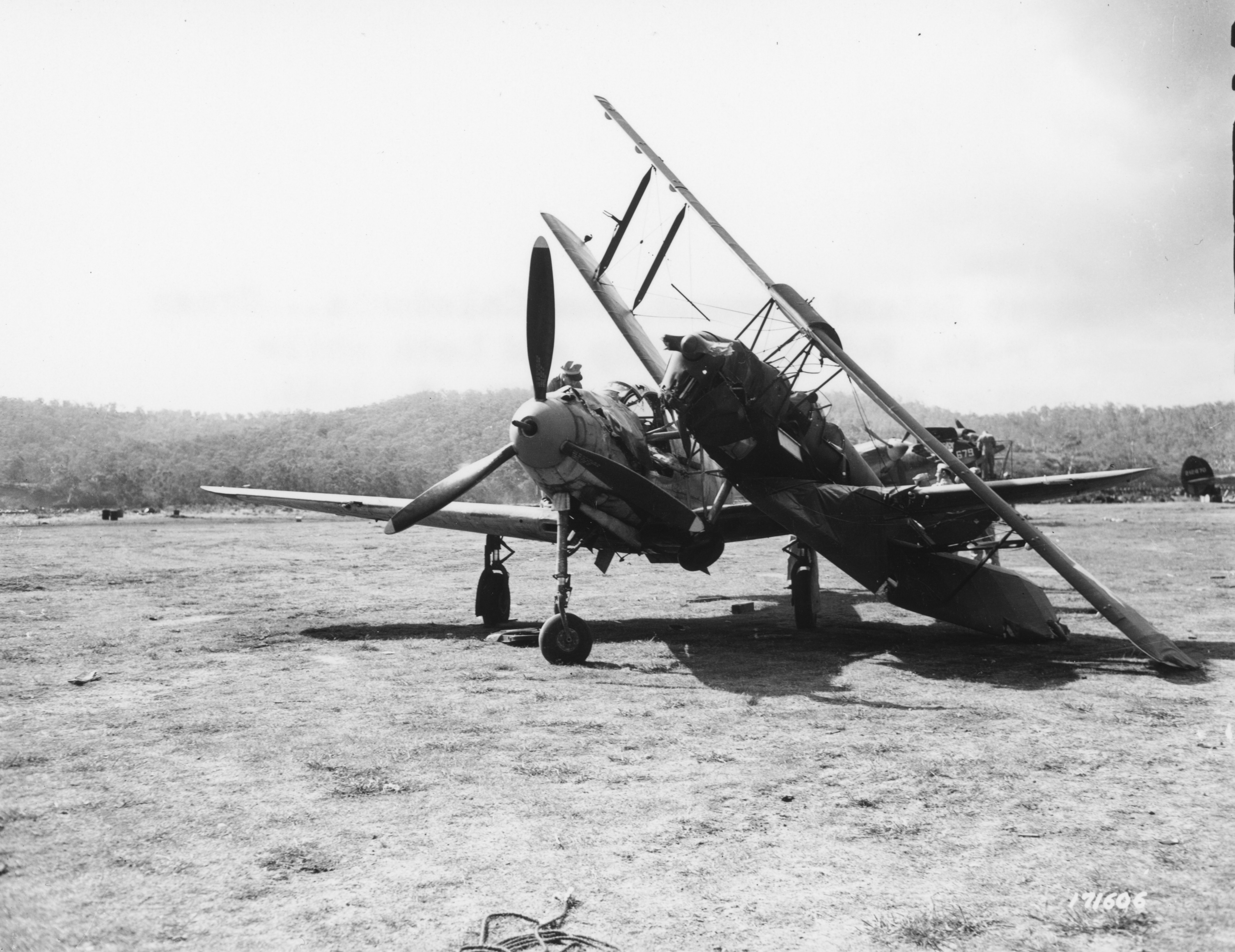
太平洋ニューカレドニア基地でデ・ハビランド DH.82 タイガー・モスとの衝突事故で破壊されたP-39

太平洋戦線にもアメリカ陸軍やオーストラリア軍に配備されたP-39及びP-400が投入された。特にガダルカナル島の戦いやニューギニアの戦いで、日本海軍零戦と戦うことが多かったが、日本海軍のエースパイロット坂井三郎によれば、あまり性能は芳しいものではなかったという印象であったという。当時のアメリカ陸軍航空隊の主力戦闘機として戦闘する機会は多く、坂井も初のポートモレスビーへの爆撃機護衛任務で一撃で2機のP-39を撃墜している。また、坂井の上官である「ラバウルの貴公子」こと笹井醇一中尉もポートモレスビー上空において、1列縦隊で飛行するP-39の3機編隊を三段跳びをするように次々と撃墜したこともあった。このように、日本海軍パイロットから見ると戦いやすい相手であり、のちにポートモレスビーにオーストラリア軍のスーパーマリン スピットファイアが進出してくると、P-39との旋回性能の差に驚かされている。
しかし、アメリカ軍から見ると、これまで苦しめられてきた零戦にようやく対抗できる機体となったという評価で、日本軍戦闘機とのキルレシオは互角であったとしている。また、得意の低空では、アメリカ艦船を攻撃する艦上爆撃機や艦上攻撃機の迎撃に活躍している。一方で、高高度性能が優れているとは言えない日本軍の重爆撃機や陸上攻撃機に対してすら、20,000フィート以上の迎撃戦で追いつくことができず、また太平洋戦線では不可欠の航続距離も短かったので、早々にP-38やP-47といった後継機に第一戦機としての立場を譲っている。
XP-39が初飛行した際、アメリカ海軍も同機の高性能さに目を付け、XFL「エアラボニータ」を尾輪式の艦上戦闘機として試作要求した。同機は大幅な改修を加えて1940年に完成したものの不具合が続出し、加えてチャンス・ヴォート社のXF4Uが高性能を発揮していたため、海軍での本採用は見送られ、1942年に対空射撃試験の標的機として生涯を終えている。
後継機として、同じレイアウトで高度による性能低下問題を解決した発展型、P-63「キングコブラ」が採用されたが、P47、P-51といった優秀な新型機の配備が進むアメリカ陸軍ではほとんど使用されず、やはりソ連に渡り活躍した。
日本軍のパイロットからは、その形状より「カツオブシ」と呼ばれた。

## 諸元

三面図（P-39D）

参考:航空ファンイラストレイテッドNo74「第二次大戦米陸軍機全集」39-40頁など
| 制式名称     | P-39D | P-39M | P-39Q |
| 試作名称     | XP-39 | XP-39 | XP-39 |
| ------------ | --- | --- | --- |
| 全幅         | 10.36m | 10.36m | 10.36m |
| 全長         | 9.21m | 9.21m | 9.21m |
| 全高         | 3.6m | 3.61m | 3.75m |
| 翼面積       | 19.8m² | 19.8m² | 19.8m² |
| 翼面荷重     | ? kg/m² | ? kg/m² | ? kg/m² |
| 自重         | 2,853kg | 2,545kg | 2,900kg |
| 正規全備重量 | 3,465kg | 3,810kg | 3,443kg |
| 発動機       | アリソン V-1710-35 （離昇1,150馬力）1基                                                                                                   | アリソン V-1710-67/83 （離昇1,200馬力）1基                                                                                                | アリソン V-1710-85 （離昇1,343馬力）1基                                                                                                 |
| 最高速度     | 579km/h（高度4,600m） | 621km/h（高度2,900m） | 616km/h（高度3,600m） |
| 上昇力       | 5,000mまで6分24秒 | ? | 5,000mまで5分 |
| 航続距離     | 1,770km | 1,046km | 2,000km |
| 武装         | プロペラ軸内 M4機関砲1門（携行弾数15発） 機首 AN/M2 12.7mm機銃2門（携行弾数各200発） 主翼 ブローニング 7.62mm機関銃4門（携行弾数各500発） | プロペラ軸内 M4機関砲1門（携行弾数15発） 機首 AN/M2 12.7mm機銃2門（携行弾数各200発） 主翼 ブローニング 7.62mm機関銃4門（携行弾数各500発） | M4 37mm機関砲1門（携行弾数30発） 機首 AN/M2 12.7mm機関銃2門（携行弾数各200発） 主翼下ガンポッドAN/M2 12.7mm機関銃2門（携行弾数各300発） |
| 爆装         | 225kg爆弾1発 | 225kg爆弾1発 | 225kg爆弾1発 |
| 生産数       | 554機 | 240機 | 4,905機 |

## 現存する機体
| 型名                                  | 番号           | 機体写真 | 所在地                                                   | 所有者                                                        | 公開状況                | 状態     | 備考 |
| ------------------------------------- | -------------- | -------- | -------------------------------------------------------- | ------------------------------------------------------------- | ----------------------- | -------- | --- |
| P-39D-15-BE                           | 41-6951        | 写真     | オーストラリア クイーンズランド州 マリーバ               | ベック軍事博物館 (Beck Military Museum)                       | 公開                    | 静態展示 | 「Erminie」 |
| P-39F-1-BE                            | 41-7215 A53-12 |          | オーストラリア ビクトリア州 グレンロワン                 | クラシックジェッツ戦闘機博物館                                | 公開                    | 修復中   | |
| P-39K-1-BE                            | 42-4312        | 写真     | アメリカ フロリダ州 ポークシティ                         | ファンタジー・オブ・フライト                                  | 非公開                  | 修復中   | |
| P-39N-1-BE                            | 42-8740        |          | アメリカ カリフォルニア州 チノ                           | ヤンクス航空博物館                                            | 公開                    | 飛行可能 | |
| P-39N-5-BE                            | 42-18814       | 写真     | アメリカ アリゾナ州 ツーソン                             | ピマ航空宇宙博物館                                            | 公開                    | 静態展示 | 「Girlie」 |
| P-39N-5-BE                            | 42-19027       |          | アメリカ アリゾナ州 ヴェイルおよび カリフォルニア州 チノ | プレーンズ・オブ・フェイム航空博物館                          | 公開                    | 静態展示 | 「Small Fry / Little Sir Echo」 |
| P-39N-5-BE                            | 42-19039       | 写真     | パプアニューギニア 東部山岳州 ゴロカ                     | J・K・マッカーシー博物館 (J. K. McCarthy Museum)              | 公開                    | 静態展示 | 「San Antonio Rose」 |
| P-39N-5-BE                            | 42-19158       |          | ロシア ノヴォシビルスク                                  | ノヴォシビルスク・リストアラーズ (Novosibirsk Restorers)      | 公開                    | 静態展示 | |
| P-39Q-5-BE                            | 42-19597       |          | アメリカ テキサス州 サンマルコス                         | 記念空軍(CAF)                                                 | 公開                    | 飛行可能 | 「Miss Connie」 |
| P-39Q-6-BE                            | 42-19993       |          | アメリカ テキサス州 サンアントニオ                       | ルイス・エア・レジェンズ                                      | 公開                    | 飛行可能 | 「Brooklyn Bum 2nd」 |
| P-39Q-6-BE                            | 42-19995       |          | アメリカ ニューヨーク州 バッファロー                     | バッファロー・エリー郡海軍軍事公園 海軍サーヴィスマンズパーク | 公開                    | 静態展示 | 「Snooks 2nd / Betty Lou 3rd」 |
| P-39Q-5-BE                            | 42-20000       |          | アメリカ カリフォルニア州 リヴァーサイド                 | マーチフィールド航空博物館                                    | 公開                    | 静態展示 | |
| P-39Q-6-BE                            | 42-20007       |          | アメリカ ヴァージニア州 ハンプトン                       | ヴァージニア航空宇宙センター                                  | 公開                    | 静態展示 | 42-20027号機の塗装で展示されている。 |
| P-39Q-5-BE                            | 42-20341       | 写真     | ニュージーランド オークランド                            | パイオニア・エアロ財団                                        | 公開                    | 修復中   | |
| P-39Q-10-BE                           | 42-20613       |          | ロシア サハ共和国 ヤクーツク                             | 文化の家(House of Culture)                                    | 公開                    | 静態展示 | |
| P-39Q-15-BE                           | 44-2433        | 写真     | アメリカ メリーランド州 シルバーヒル                     | 国立航空宇宙博物館 ポール・ガーバー修復施設                   | 非公開                  | 修復中   | 「Galloping Gertie」 |
| P-39Q-15-BE                           | 44-2485        | 写真     | アメリカ オレゴン州 マドラス                             | エリクソン航空機コレクション                                  | 公開                    | 静態展示 | |
| P-39Q-15-BE                           | 44-2664        |          | フィンランド 中央スオミ県 ユヴァスキュラ                 | 中央フィンランド航空博物館                                    | 公開 (B-25と入れ替わり) | 静態展示 | |
| P-39Q-15-BE                           | 44-2911        |          | アメリカ ニューヨーク州 ナイアガラフォールズ市           | ナイアガラ航空宇宙博物館                                      | 公開                    | 修復中   | 「Miss Lend Lease」 |
| P-39Q-20-BE RP-39Q-20-BE TP-39Q-20-BE | 44-3887        |          | アメリカ オハイオ州 デイトン                             | 国立アメリカ空軍博物館                                        | 公開                    | 静態展示 | |
| P-39Q-20-BE                           | 44-3908        |          | アメリカ ミシガン州 カラマズー                           | エア・ズー航空宇宙科学博物館                                  | 公開                    | 静態展示 | 「Whistlin Britches」 |
| P-400-BE                              | AP335          | 写真     | アメリカ ヴァージニア州 ヴァージニアビーチ               | ファイター・ファクトリー                                      | 非公開                  | 修復中   | |
| P-400-BE                              | AP347          | 写真     | パプアニューギニア ポートモレスビー                      | 国立博物館・美術館 (National Museum & Art Gallery)            | 公開                    | 静態展示 | |
| P-400-BE                              | BW157          | 写真     | ソロモン諸島 ホニアラ                                    | ヴィル戦争博物館 (Vilu War Museum)                            | 公開                    | 静態展示 | |
| P-39? P-400?                          | 不明           | 写真     | ロシア ムルマンスク州 サフォーノヴァ市                   | 北方艦隊空軍博物館                                            | 公開                    | 静態展示 | |
| P-39? P-400?                          | 不明           |          | ロシア ムルマンスク州 サフォーノヴァ市                   | 北方艦隊空軍博物館                                            | 公開                    | 修復中   | 北方艦隊航空隊第255戦闘機連隊第2飛行隊所属機で、1945年3月6日にヒョードル・ドミトリーヴィチ・バラヴィコフ少尉の操縦で戦闘飛行訓練の際に凍り付いた湖上に墜落したもの。 |

## 登場作品

### 小説
『宇宙戦争1943』
強堅な装甲を有する火星人の飛行兵器「フライング・スティングレイ」への対策として第二次ルソン反攻作戦に多数が投入。今まで人類側戦闘機のあらゆる航空機銃の攻撃を弾いてきた「フライング・スティングレイ」を37mmもの大口径機銃で撃墜に成功する。
『大日本帝国欧州電撃作戦』
後継機のP-63と共に日本陸軍の襲撃機部隊に供与され、地上攻撃に猛威を振るう。
被弾した機体の修理を要請した時、「これを修理するより、あそこに新品の代替機が山の様に到着しているので乗り換えてくれ」と整備兵に伝えられ、日本陸軍のパイロットがアメリカの膨大な兵器生産能力に驚くと同時に呆れるシーンがある。

### ゲーム
『War Thunder』
アメリカツリーにP-400型、N-0型、Q-5型がプレイヤーの操縦できる機体として登場。
その他、ソ連ツリーのプレミアム機としても数機が登場する。
『War Wings』
アメリカツリーに迎撃機としてP-39のQ型、プレミアム機体としてN型が登場している。